# Chenglong

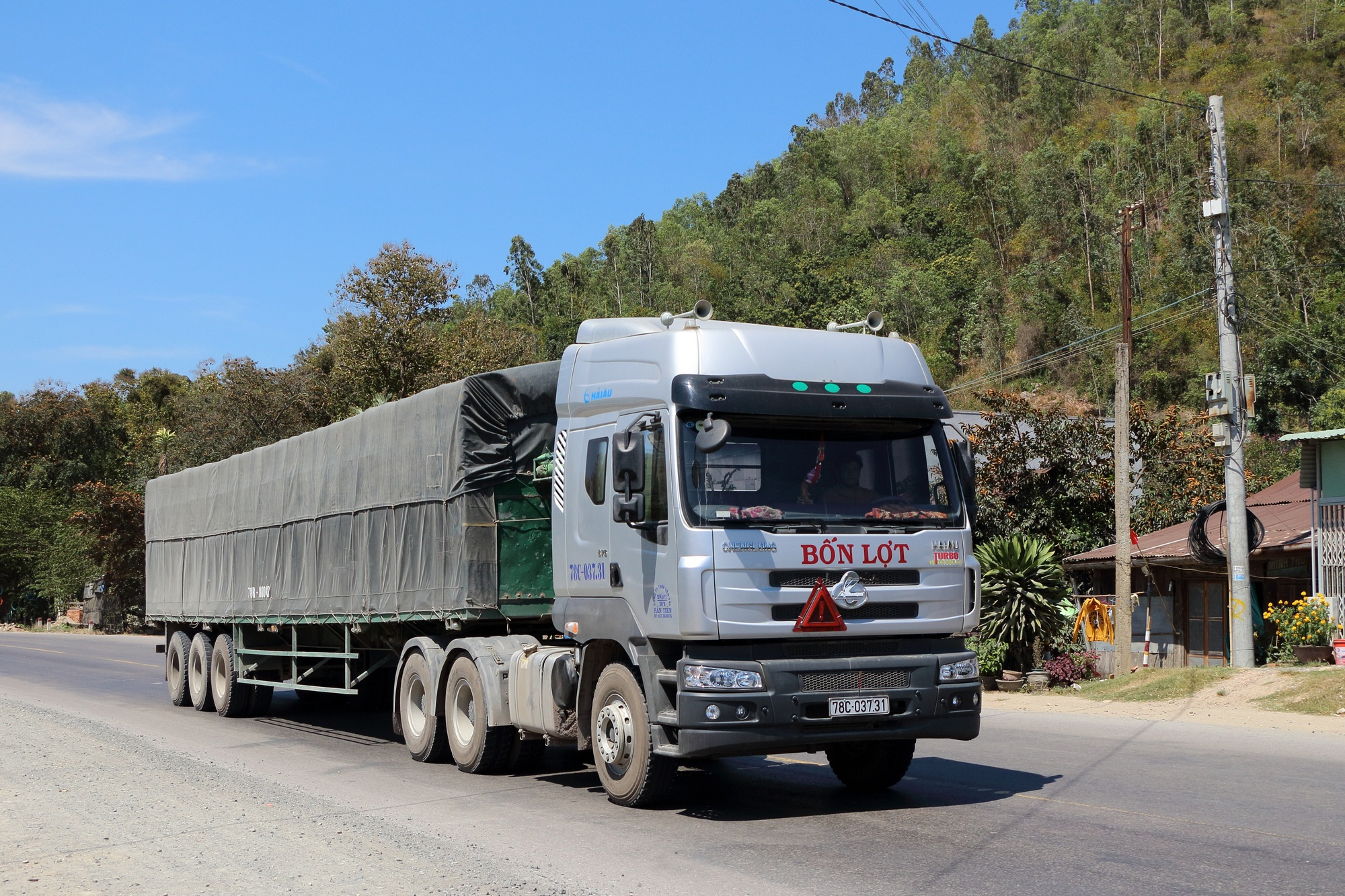
Lkw der Marke

Chenglong war eine Automarke aus der Volksrepublik China.

## Markengeschichte
Dongfeng Liuzhou Motor aus Liuzhou führte die Marke 1991 für Lastkraftwagen und 1999 für Personenkraftwagen ein. Ab 1997 gehörte das Unternehmen zu Dongfeng Motor Corporation und seit 2003 zu Dongfeng Motor Company. 2007 wurde der Markenname aufgegeben.

## Fahrzeuge
Die einzige Baureihe war das Modell Fengxing auf Basis des Mitsubishi Space Gear. Dies war ein Van. Überliefert sind die Ausführungen LZ 6460 Q 7-Q 9 mit sieben Sitzen und LZ 6500 Q 7-Q 9 mit wahlweise neun oder elf Sitzen. Ein Motor mit 1997 cm³ Hubraum und 109 PS bis 111 PS Leistung trieb die Fahrzeuge an. 2003 wurde das Modell überarbeitet. Die LT 6480 Q 8 und LZ 6500 Q 8 hatten nun wahlweise einen Motor mit 2349 cm³ Hubraum und 126 PS Leistung.

## Produktionszahlen
| Jahr | Produktionszahl | Quelle      |
| ---- | --------------- | ----------- |
| 2000 | 20              | [ 1 ] [ 2 ] |
| 2001 | 690             | [ 1 ] [ 2 ] |
| 2002 | 2.665           | [ 1 ] [ 2 ] |
| 2003 | 10.508          | [ 1 ] [ 2 ] |
| 2004 | 16.486          | [ 2 ]       |